# Surnadal
Surnadal – norweskie miasto i gmina leżąca w regionie Møre og Romsdal.
Surnadal jest 64. norweską gminą pod względem powierzchni.

## Demografia
Według danych z roku 2005 gminę zamieszkuje 6160 osób. Gęstość zaludnienia wynosi 4,51 os./km². Pod względem zaludnienia Surnadal zajmuje 164. miejsce wśród norweskich gmin.
| ludność stan na 1 stycznia 2005 |         |           |       |
|                                 | kobiety | mężczyźni | razem |
| osób                            | 3104    | 3056      | 6160  |
| %                               | 50,39%  | 49,61%    | 100%  |

| wykształcenie stan na 1 października 2004 |        |         |        |        |
|                                           | podst. | średnie | wyższe | niezn. |
| osób                                      | 1152   | 2980    | 711    | 61     |
| %                                         | 23,49% | 60,77%  | 14,5%  | 1,24%  |

## Edukacja
Według danych z 1 października 2004:
- liczba szkół podstawowych (norw. grunnskolar): 7
- liczba uczniów szkół podst.: 857

## Władze gminy
Według danych na rok 2011 administratorem gminy (norw. rådmann) jest Geir Vikan, natomiast burmistrzem (norw. ordfører, d. borgermester) jest Mons Otnes.